# Красногорівська міська рада
Красного́рівська міська́ ра́да — адміністративно-територіальна одиниця та орган місцевого самоврядування в Мар'їнському районі Донецької області. Адміністративний центр — місто Красногорівка.

## Загальні відомості
- Територія ради: 11 км²
- Населення ради: 15 937 осіб (станом на 1 січня 2013 року)

## Населені пункти
Міській раді підпорядковані населені пункти:
- м. Красногорівка

## Склад ради
Рада складається з 36 депутатів та голови.
- Голова ради: Легкоступ Сергій Вікторович
- Секретар ради: Закарян Алла Михайлівна

### Керівний склад попередніх скликань
| Прізвище, ім'я, по батькові | Основні відомості                                                       | Дата обрання | Дата звільнення |
| --------------------------- | ----------------------------------------------------------------------- | ------------ | --------------- |
| Легкоступ Сергій Вікторович | Міський голова, 1971 року народження, освіта вища, член Партії регіонів | 26.03.2006   | 31.10.2010      |
| Легкоступ Сергій Вікторович | Міський голова, 1971 року народження, освіта вища, член Партії регіонів | 31.10.2010   |                 |

Примітка: таблиця складена за даними сайту Верховної Ради України

### Депутати
За результатами місцевих виборів 2010 року депутатами ради стали:

#### За суб'єктами висування
| Суб'єкт висування                  | Кількість обраних депутатів | %    |
| ---------------------------------- | --------------------------- | ---- |
| Партія регіонів                    | 29                          | 80,6 |
| Комуністична партія України        | 6                           | 16,7 |
| Політична партія «Трудова Україна» | 1                           | 2,8  |

#### За округами
| № округу                           | Прізвище, ім'я, по батькові     | Дата визнання обраним | Освіта  | Партійна приналежність            | Відомості про обраного депутата                                                               |
| ---------------------------------- | ------------------------------- | --------------------- | ------- | --------------------------------- | --------------------------------------------------------------------------------------------- |
| Комуністична партія України        |                                 |                       |         |                                   |                                                                                               |
| б/м                                | Гуленок Олександр Євгенович     | 03.11.2010            | вища    | член Комуністичної партії України | ВП Донецький технікум Луганського ЛНАУ, викладач                                              |
| б/м                                | Свістуненко Ігор Анатолійович   | 03.11.2010            | вища    | член Комуністичної партії України | приватний підприємець                                                                         |
| б/м                                | Харанфіль Євген Михайлович      | 03.11.2010            | вища    | член Комуністичної партії України | тимчасово не працює                                                                           |
| б/м                                | Качуєнко Ігор Миколайович       | 03.11.2010            | вища    | член Комуністичної партії України | приватний підприємець                                                                         |
| 1                                  | Лісняк Олександр Григорович     | 03.11.2010            | вища    | член Комуністичної партії України | Мар'їнський районний СТК ТСОУ, інструктор                                                     |
| 4                                  | Бутасов Дмитро Вікторович       | 03.11.2010            | вища    | позапартійний                     | ЗАТ «Донецьк-сталь МЗ», інспектор                                                             |
| Партія регіонів                    |                                 |                       |         |                                   |                                                                                               |
| б/м                                | Шкуріна Олена Віталіївна        | 03.11.2010            | вища    | член Партії регіонів              | ВАТ «КРОЗ», виконавчий директор                                                               |
| б/м                                | Бордун Олександр Григорович     | 03.11.2010            | вища    | позапартійний                     | Мар'їнський районний військовий комісаріат, військовий комісар                                |
| б/м                                | Каплун Любов Яківна             | 03.11.2010            | вища    | член Партії регіонів              | Дитячий садок «Червона шапочка», завідувачка                                                  |
| б/м                                | Смагарь Наталя Володимирівна    | 03.11.2010            | вища    | член Партії регіонів              | ВП Донецький технікум ЛНАУ, заступник директора                                               |
| б/м                                | Рехтік Юрій Михайлович          | 03.11.2010            | вища    | член Партії регіонів              | СП «Українсько-Сербська Телефонна компанія», начальник служби економічної безпеки             |
| б/м                                | Єгоров Андрій Васильович        | 03.11.2010            | вища    | член Партії регіонів              | Донецька колегія адвокатів, завідувач юридичної консультації Калининського району м. Горлівки |
| б/м                                | Любченко Олена Валентинівна     | 03.11.2010            | вища    | член Партії регіонів              | Красногорівська загальноосвітня школа № 1, вчитель                                            |
| б/м                                | Гнатюк Рита Миколаївна          | 03.11.2010            | вища    | член Партії регіонів              | РАГС Красногорівська міська рада, спеціаліст і категорії                                      |
| б/м                                | Бабанін Геннадій Володимирович  | 03.11.2010            | вища    | член Партії регіонів              | приватний підприємець                                                                         |
| б/м                                | Іванов Сергій Віталійович       | 03.11.2010            | вища    | член Партії регіонів              | ВАТ «КРОЗ», головний метролог                                                                 |
| б/м                                | Якуба Віктор Валентинович       | 03.11.2010            | вища    | член Партії регіонів              | приватний підприємець                                                                         |
| б/м                                | Донченко Олександр Анатолійович | 03.11.2010            | вища    | член Партії регіонів              | ККП «Віта», юрист                                                                             |
| б/м                                | Левев Радж Бінямінович          | 03.11.2010            | вища    | член Партії регіонів              | тимчасово не працює                                                                           |
| б/м                                | Негребецька Валерія Сергіївна   | 03.11.2010            | вища    | член Партії регіонів              | Красногорівська міська рада, юрист                                                            |
| 2                                  | Юрченко Ніна Миколаївна         | 03.11.2010            | вища    | член Партії регіонів              | Красногорівська загальноосвітня школа № 3, директор                                           |
| 3                                  | Кущин Інна Анатоліївна          | 03.11.2010            | вища    | член Партії регіонів              | приватний підприємець                                                                         |
| 5                                  | Закарян Алла Михайлівна         | 03.11.2010            | вища    | член Партії регіонів              | Красногорівська міська рада, секретар                                                         |
| 6                                  | Харченко Вячеслав Михайлович    | 03.11.2010            | середня | член Партії регіонів              | приватний підприємець                                                                         |
| 7                                  | Пугач Анна Сергіївна            | 03.11.2010            | вища    | член Партії регіонів              | Мар'їнська державна нотаріальна контора, консультант                                          |
| 8                                  | Крутоголова Олена Миколаївна    | 03.11.2010            | вища    | член Партії регіонів              | Красногорівська загальноосвітня школа № 5, вчитель                                            |
| 9                                  | Морозов Павло Миколайович       | 03.11.2010            | вища    | член Партії регіонів              | МККП «Віта», директор                                                                         |
| 10                                 | Вабель Микола Володимирович     | 03.11.2010            | вища    | член Партії регіонів              | приватний підприємець                                                                         |
| 11                                 | Москаленко Павло Анатолійович   | 03.11.2010            | вища    | член Партії регіонів              | ВАТ «КРОЗ», директор з виробництва                                                            |
| 12                                 | Слюсаренко Микола Євгенович     | 03.11.2010            | вища    | позапартійний                     | Мар'їнська района лікарня, головний лікар                                                     |
| 13                                 | Пугач Людмила Миколаївна        | 03.11.2010            | вища    | член Партії регіонів              | Красногорівська міська рада, спеціаліст по зверненням громадян                                |
| 14                                 | Заєць Людмила Євгенівна         | 03.11.2010            | вища    | член Партії регіонів              | Красногорівський професійний ліце, директор                                                   |
| 15                                 | Бугайов Микола Федорович        | 03.11.2010            | вища    | член Партії регіонів              | Красногорівська загальноосвітня школа № 1, директор                                           |
| 17                                 | Рибак Анатолій Миколайович      | 03.11.2010            | вища    | позапартійний                     | ВП Донецький технікум ЛНАУ, директор                                                          |
| 18                                 | Перцюх Сергій Володимирович     | 03.11.2010            | вища    | член Партії регіонів              | приватний підприємець                                                                         |
| Політична партія «Трудова Україна» |                                 |                       |         |                                   |                                                                                               |
| 16                                 | Сопельник Георгій Володимирович | 03.11.2010            | вища    | позапартійний                     | ТОВ «Лігір-ІТБС», менеджер збуту                                                              |